# Victor av Wied

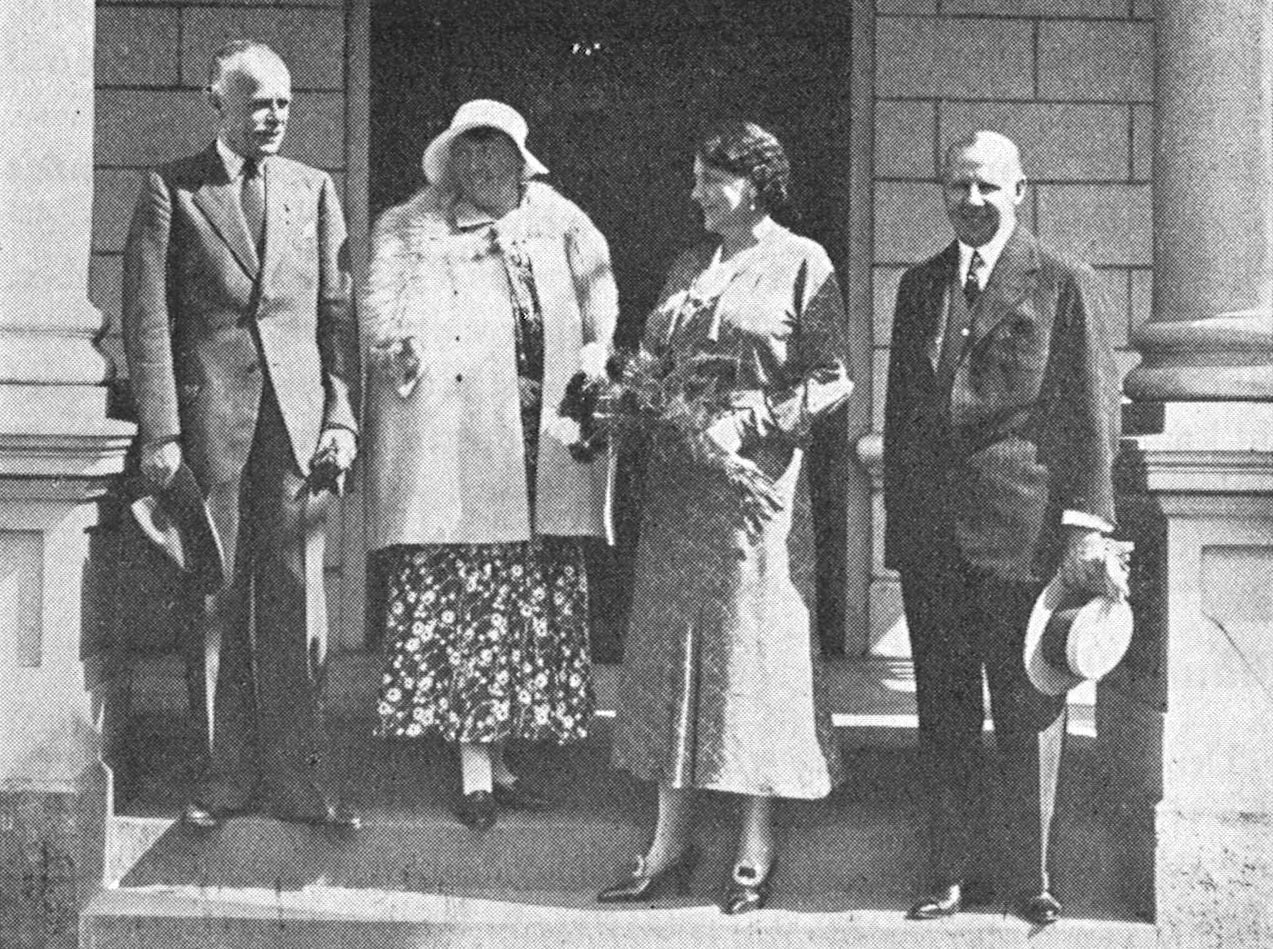
Prins Victor av Wied (längst till vänster) och hans hustru Gisela på besök hos tyske konsuln i Helsingborg, Ivar P:son Henning, och dennes hustru 1935.

Victor av Wied (fullständigt namn Wilhelm Friedrich Adolph Hermann Victor, Prinz zu Wied), född den 7 december 1877 i Neuwied, död i engelsk fångenskap den 1 mars 1946 i Moosburg an der Isar, var en tysk diplomat (däribland minister i Sverige) och medlem av det tyska furstehuset Wied från Rheinland-Pfalz.

## Familjebakgrund och släktskapsförbindelser
Victor av Wied var son till generalen och politikern Wilhelm, 5:e furste av Wied (1845–1907) och dennes hustru, prinsessan Marie av Nederländerna (1841–1910). En äldre bror till Victor var Wilhelm av Wied, vilken under en kort period, 7 mars-5 september 1914, var furste av Albanien. En faster till Victor var Elisabet av Wied, drottning av Rumänien. 
Victor av Wied hade dubbla kopplingar till det svenska kungahuset: hans mor var en yngre syster till den svenske kungen Karl XV:s hustru Lovisa av Nederländerna, och hans farmor Marie av Nassau-Weilburg (1825–1902) var en äldre halvsyster till Oscar II:s gemål Sofia av Nassau.

## Giftermål och barn[5]
Viktor av Wied gifte sig på slottet Wildenfels den 6 juni 1912 med Gisela Klementine Christophora Karola, grevinna av Solms-Wildenfels. Hon föddes på slottet 30 december 1891 och avled i Oberammergau 20 augusti 1976.
Paret fick två barn:
- Marie Elisabeth Charlotte Sophie Anna Pauline Luise Solveig (född i Oslo 14 mars 1913, död 30 mars 1985 i Augsburg). Hon utgav på svenska flera sagoböcker för barn och 1981 sina memoarer En fläkt från det förgångna. Efter krigets slut återvände hon till Sverige och var en tid knuten till firman Barnängens skönhetsprodukter.
- Benigna-Viktoria Ingeborg Anna Wilhelmine (född i Oslo 23 juli 1918, död i Oberammergau 16 januari 1972).

## Som diplomat i Sverige
Victor av Wied var legationsråd i Stockholm 1919–1922 och därefter chargé d'affaires i Budapest.
Redan 1932 blev han medlem i NSDAP och utsågs strax efter nazisternas maktövertagande 1933 till Tyska rikets minister i Sverige. Denna post innehade han fram till 1943, då han efterträddes av Hans Thomsen, Tysklands tidigare chargé d'affaires i Washington. I Sverige var han känd som ”prinsen av Wied”.
Den 7 oktober 1940 överlämnade Wied storkorset av Tyska örnens orden med ordensbrev undertecknat av Hitler till den svenske överbefälhavaren Olof Thörnell. Wied hade själv utnämnts till kommendör med stora korset av Nordstjärneorden redan 1918.